# Eccrita gracilis
Eccrita gracilis là một loài bướm đêm trong họ Erebidae.